# Heaven Sent Gaming
Heaven Sent Gaming（中文：天上派游戏）是美國艺术和娛樂公司，漫畫家的漫画、作者的網絡小說、游戏开发者提供廣泛的娛樂服務為主。總部位於美國新墨西哥州的阿布奎基、公司於2006年由马里奥·J·卢塞罗和伊莎贝尔·鲁伊斯·卢塞罗創立。

## 作品
- 網絡漫畫：《Reverie》、《Thad's World Destruction: Before Destruction》、《BladeChick》、《Mouton》、《Koki'o Shade and Monkey》、《Jinn》。[2]
- 电子游戏：《Balance》、《BitDonate》。[3]
- 音樂專輯：《Intro, Yo》、《All We Are》、《President Obama Eulogizes Reverend Clementa Pinckney》。[4][5]
- 網絡小說：《Many: The Blog of a Space Probe》、《Craft》、《Iron》、《Digital Domain》。[6]
- 电影：《HSGplays》、《Mario's vlog》。[7]
- 網站：《aywv》、《Heaven Sent Version》、《New Mexico Cultural Encyclopedia》。[8]

## 官方网页
- 官方网站（英文）
- Heaven Sent Gaming的X（前Twitter）